# Wait Wait... Don't Tell Me!
Wait Wait... Don't Tell Me! (en français : Attend, Attend... ne me le dis pas !) est un jeu radiophonique américain créé en 1998 et produit par la station de radio publique WBEZ basée à Chicago. Il est diffusé aux États-Unis sur les stations du réseau public NPR.
Le jeu se déroule en public. Il est animé depuis 1998 par Peter Sagal (en), et voit la participation d'un panel de trois célébrités plus ou moins récurrentes. Durant les 60 minutes que dure l'émission, l'animateur appelle plusieurs auditeurs au téléphone, et au cours de jeux de plusieurs types, leur pose des questions relatives à l'actualité. Le gagnant est celui qui parvient à répondre correctement à un certain nombre de questions données.
Le programme a remporté un Peabody Award en 2008.

## Télévision
Une version télévisuelle a été réalisée en fin d'année 2011. Elle a été diffusée sur BBC America.